# آب سوراخ
آب سوراخ (مقاطعة فيروزآباد) (بالفارسية: آب سوراخ) هي قرية تقع في قسم دادنجان الريفي (مقاطعة فيروزآباد) في إيران. يقدر عدد سكانها بـ 78 نسمة .